# Camden Palmquist
Camden Palmquist (15 aprile 2003) è uno sciatore alpino statunitense.

## Biografia
Originario di Eagan e fratello di Jevin, a sua volta sciatore alpino, Camden Palmquist, attivo dal novembre del 2019, in Nor-Am Cup ha esordito il 21 novembre dello stesso anno a Copper Mountain in slalom speciale, senza completare la prova, ha conquistato il primo podio il 13 dicembre 2023 a Beaver Creek nella medesima specialità (3º) e ha ottenuto la prima vittoria il 5 gennaio 2024 a Burke Mountain, ancora in slalom speciale; ai Mondiali juniores di Alta Savoia 2024 ha conquistato la medaglia di bronzo nella gara a squadre e ha debuttato in Coppa del Mondo il 17 novembre dello stesso anno a Levi in slalom speciale, senza completare la prova. Non ha preso parte a rassegne olimpiche o iridate.

## Palmarès

### Mondiali juniores
- 1 medaglia:
  - 1 bronzo (gara a squadre ad Alta Savoia 2024)

### Nor-Am Cup
- Miglior piazzamento in classifica generale: 11º nel 2024
- 6 podi:
  - 1 vittoria
  - 1 secondo posto
  - 4 terzi posti

#### Nor-Am Cup - vittorie
| Data           | Località       | Paese       | Specialità |
| -------------- | -------------- | ----------- | ---------- |
| 5 gennaio 2024 | Burke Mountain | Stati Uniti | SL         |

Legenda:

SL = slalom speciale

### Campionati statunitensi
- 2 medaglie:
  - 1 argento (slalom speciale nel 2024)
  - 1 bronzo (slalom speciale nel 2025)